# سالومه زورابیشویلی
سالومه زورابیشویلی (گرجی: სალომე ზურაბიშვილი؛ زادهٔ ۱۸ مارس ۱۹۵۲) سیاست‌مدار، دیپلمات گرجستانی است که از ۱۶ دسامبر ۲۰۱۸ تا ۲۹ دسامبر ۲۰۲۴ پنجمین رئیس‌جمهور گرجستان بود. او نخستین زنی است که به عنوان رئیس‌جمهور گرجستان انتخاب شده است.
سالومه زورابیشویلی با پیروزی در انتخابات ریاست‌جمهوری گرجستان در سال ۲۰۱۸، نخستین زنی است که در این کشور رئیس‌جمهور شد. او در در دور دوم انتخابات، ۵۹ درصد آرا را به دست آورد و گریگول واشادزه، رقیبش ۴۰ درصد آرا را از آن خود کرد. او از حمایت حزب رؤیای گرجستان حزب حاکم برخوردار بود.
سالومه زورابیشویلی سیاستمدار و دیپلمات فرانسوی‌الاصل و پنجمین رئیس‌جمهور گرجستان است که به عنوان اولین زن رئیس‌جمهور در تاریخ این کشور شناخته می‌شود. او در پاریس، فرانسه به دنیا آمد و در خانواده‌ای از پناهندگان سیاسی گرجی بزرگ شد. زورابیشویلی در دهه ۱۹۷۰ وارد خدمت دیپلماتیک فرانسه شد و در طول سه دهه، مسئولیت‌های مختلف دیپلماتیک را به عهده گرفت. از سال ۲۰۰۳ تا ۲۰۰۴، او به عنوان سفیر فرانسه در گرجستان خدمت کرد. در سال ۲۰۰۴، به درخواست متقابل رؤسای‌جمهور فرانسه و گرجستان، او تابعیت گرجی را پذیرفت و به عنوان وزیر امور خارجه گرجستان منصوب شد. در این سمت، او به مذاکره برای توافقی پرداخت که منجر به خروج نیروهای روسی از بخش‌های غیرمورد اختلاف خاک گرجستان شد. پس از بروز اختلافاتی با حزب حاکم آن زمان گرجستان، حزب جنبش ملی متحد، در سال ۲۰۰۶، زورابیشویلی حزب سیاسی خود را تأسیس کرد و تا سال ۲۰۱۰ رهبری آن را بر عهده داشت. در نهایت در سال ۲۰۱۶، او به‌عنوان یک نماینده مستقل وارد پارلمان گرجستان شد. در سال ۲۰۱۸، زورابیشویلی به‌عنوان کاندیدای مستقل برای انتخابات ریاست‌جمهوری نامزد شد و در دور دوم انتخابات پیروز شد و نامزد حزب جنبش ملی متحد، گریگول واشادزه را شکست داد. در جریان کارزار انتخاباتی خود، زورابیشویلی مورد حمایت حزب حاکم رؤیای گرجستان قرار گرفت. با این حال، پس از بحران سیاسی گرجستان در سال‌های ۲۰۲۰ و ۲۰۲۱، روابط او با دولت گرجستان به‌طور فزاینده‌ای تیره شد و این شکاف پس از اعتراضات ۲۰۲۳ گرجستان تشدید گردید. این درگیری‌های بین‌نهادی در نهایت منجر به شروع روند استیضاح زورابیشویلی در سپتامبر ۲۰۲۳ شد، اما حزب حاکم نتوانست آرای کافی برای استیضاح او جمع‌آوری کند. با توجه به تغییرات قانون اساسی در سال‌های ۲۰۱۷ تا ۲۰۱۸ که از سال ۲۰۲۴ به اجرا درآمد، زورابیشویلی آخرین رئیس‌جمهور انتخابی گرجستان تحت سیستم پیش از سال ۲۰۲۴ بود؛ طبق قوانین جدید، رئیس‌جمهور گرجستان به‌طور غیرمستقیم و از طریق کالج پارلمانی از سوی الکترهای منتخب انتخاب خواهد شد.

## خانواده
سالومه زورابیشویلی در ۱۸ مارس ۱۹۵۲ در پاریس به دنیا آمد و در یک خانواده مهاجر گرجی پرورش یافت. خانواده او پس از حمله ارتش سرخ شوروی به جمهوری دمکراتیک گرجستان در سال ۱۹۲۱، به فرانسه پناهنده شدند و در پاریس و لوویل-سور-اورژ ساکن شدند. پدرش، لووان زورابیشویلی، مهندس حرفه‌ای و رئیس انجمن گرجی‌های فرانسه (AGF) بود و از چهره‌های برجسته جامعه گرجی در تبعید به‌شمار می‌رفت. وی همچنین نوه مادری نیکو نیکولادزه، سیاستمدار، تاجر و خیّر گرجی قرن نوزدهم بود که از اعضای حزب سوسیال-دموکرات گرجستان بود و تأثیر زیادی بر روشنفکران لیبرال گرجی در دوران امپراتوری روسیه داشت. سالومه همچنین از خانواده‌ای با پیشینه نظامی و سیاسی است؛ مادرش، زینب کدیا، دختر ملکسی‌دک کدیا، رئیس خدمات امنیتی جمهوری دموکراتیک گرجستان و خواهر میخائیل کدیا، عضو برجسته لژیون گرجی‌های ورماخت در جنگ جهانی دوم بود. برادرش، اوتار زورابیشویلی، پزشک، نویسنده و رئیس انجمن گرجی‌های فرانسه از سال ۲۰۰۶ است. سالومه از نسل‌های مختلف از جمله خانواده‌های برجسته‌ای چون هِلن کارر د آنکوس، تاریخ‌نگار و عضو آکادمی فرانسوی‌ها، و فیلسوف فرانسوا زورابیشویلی است. سالومه در دوران کودکی با کشور گرجستان هیچ گونه ارتباط مستقیمی نداشت. او در مصاحبه‌ای گفته بود که تا پیش از سقوط پرده آهنین، هیچ نامه‌ای، روزنامه‌ای یا بازدیدی از گرجستان نداشتند و این کشور برای او تنها یک کشور اسطوره‌ای بود که در کتاب‌ها می‌دید. در سن ۸ سالگی، اولین ملاقات خود را با یک هنرمند گرجی در پاریس تجربه کرد؛ این ملاقات به دلیل سرکوب‌های مقامات شوروی در آن زمان، به‌طور مخفیانه برگزار شد. او در دوران تحصیل در مدارس فرانسه، به‌طور هم‌زمان در کلیسای گرجی‌های پاریس نیز حضور می‌یافت و در این دوران، به گفته خود، توانست به‌طور هم‌زمان با دو فرهنگ مختلف زندگی کند. این تجربه‌ها و ارتباطات خانوادگی سالومه در نهایت تأثیرات زیادی بر شکل‌گیری هویت فرهنگی و سیاسی او گذاشت و او را به یکی از چهره‌های برجسته سیاست گرجستان تبدیل کرد.

## تحصیلات
سالومه زورابیشویلی، سیاستمدار و استاد برجسته، در دوران تحصیلات خود در معتبرترین مؤسسات آموزشی جهان درخشید. وی در سال ۱۹۶۹ در سن ۱۷ سالگی، نتایج خود را در امتحان بکلریا به‌دست‌آورد که به او امکان پذیرش مستقیم در سال مقدماتی سخت و رقابتی مؤسسه علوم سیاسی پاریس (ساینس پو) را داد، برنامه‌ای که تنها نیمی از شرکت‌کنندگان موفق به ورود به آن می‌شوند. موضوع انتخابی وی در امتحان نهایی در مه ۱۹۷۰ تحت عنوان "انقلاب و ضد انقلاب در اروپا بین سال‌های ۱۹۱۷ تا ۱۹۲۳" زمینه‌ساز پذیرش وی در این مؤسسه شد. در سال ۲۰۱۹، این مدرسه نتایج وی در موضوعات مختلف مانند "رروم نوواروم"، "کلتورکامپف" و اصلاحات الکساندر دوم را "پیروزی" توصیف کرد و یکی از استادانش او را به‌عنوان "دانشجویی بسیار هوشمند که به سرعت روش‌شناسی و مهارت‌های برنامه را یادگرفت" معرفی کرد. در سال ۱۹۷۰، زورابیشویلی به بخش بین‌الملل ساینس پو پیوست که مسیری برای خدمات دیپلماتیک بود و تنها اقلیتی از ۴۰۰۰ دانشجو در این مؤسسه به آن راه می‌یافتند که یک‌سوم آن‌ها زنان بودند. او زیر نظر استادانی مشهور چون ژان-باتیست دو روسل، لوئیس شوالیه، پسرعموی خود هلن کارر د آنکوس و وکیل بین‌المللی سوزان باستید تحصیل کرد. او مطالعات خود را بر روی دنیای شوروی متمرکز کرد و در ژوئیه ۱۹۷۲ فارغ‌التحصیل شد. در نامه‌ای از طرف دبیرکل ساینس پو، رنه هنری-گرارد، از زورابیشویلی به‌عنوان دانشجویی با ویژگی‌های استثنایی یاد شد که پیش‌بینی می‌شد آینده بزرگی در انتظار او باشد. پس از آن، وی به دانشگاه کلمبیا در سال‌های ۱۹۷۲–۱۹۷۳ پیوست و تحت نظر زبیگنیو برژینسکی، مدیر وقت کمیسیون سه‌جانبه، در سیاست‌های شوروی و دیپلماسی جنگ سرد آموزش دید. زورابیشویلی در این دوران به‌طور مستقیم به‌دنبال انتخاب حرفه‌ای در دیپلماسی بود، به‌ویژه با امید به اینکه روزی بتواند در کمک به کشور خود، گرجستان، نقشی کلیدی ایفا کند. در سال ۲۰۰۶، پس از ترک سمت وزیر امور خارجه گرجستان، زورابیشویلی به عنوان استاد به ساینس پو بازگشت و در مدرسه عالی امور بین‌الملل پاریس تا سال ۲۰۱۴ مشغول به تدریس شد. در آنجا، وی به تدریس سیاست خارجی قدرت‌های بزرگ، دنیای پس از شوروی، تحولات اوراسیا پس از فروپاشی اتحاد جماهیر شوروی و دلایل این فروپاشی پرداخت. او همچنین پیشرفت اتحادیه اروپا را در دوران بحران‌ها مورد تجزیه و تحلیل قرار داد. یکی از دانشجویانش بعدها کلاس‌های وی را به‌عنوان «کلاس‌هایی که بحث‌های مهمی را تشویق می‌کرد» توصیف کرد.

## سیاست
در پی انتخابات پارلمانی ۲۶ اکتبر ۲۰۲۴ در گرجستان، سالب می‌زو رابیشویلی، رئیس‌جمهور گرجستان، اعلام کرد که نتایج این انتخابات را به رسمیت نمی‌شناسد. کمیسیون انتخاباتی گرجستان حزب «رؤیای گرجستان» را به عنوان برنده اعلام کرد و اکثریت پارلمانی را به دست آورد، اما احزاب حامی اتحادیه اروپا نتایج را رد کرده و گزارش‌هایی از وقوع تهدید و تخلفات در جریان انتخابات ارائه دادند. در کنفرانس خبری که در ۲۷ اکتبر برگزار شد، زوراویشویلی با اعلام اینکه به رسمیت شناختن نتایج انتخابات به معنای پذیرش وابستگی گرجستان به روسیه است، تأکید کرد که آینده اروپایی گرجستان نباید تحت‌الشعاع قرار گیرد و انتخابات را به عنوان یک «تحریف کامل» توصیف کرد. او فرایند انتخابات را به یک عملیات ویژه روسی نسبت داد و از متحدان بین‌المللی درخواست کرد که از اپوزیسیون حامی غرب حمایت کنند. زوراویشویلی همچنین از مردم خواست تا به اعتراضات در میدان آزادی تفلیس بپیوندند و مخالفت خود را با نتایج انتخابات و آنچه که او به عنوان نفوذ روسیه می‌دانست، ابراز کنند.
پس از این اتهامات، دفتر دادستانی گرجستان تحقیقاتی را آغاز کرد و زوراویشویلی را برای بازجویی فراخواند. او از همکاری خودداری کرد و اظهار داشت: «نقش رئیس‌جمهور نیست که شواهدی را که برای عموم مردم واضح است، ارائه دهد.» زوراویشویلی به گزارش‌ها و تصاویر منتشر شده توسط سازمان‌های غیردولتی، ناظران و شهروندان استناد کرد و آن‌ها را به‌عنوان شواهد واضحی از تقلب سیستماتیک در انتخابات ذکر کرد. در ۱۸ نوامبر، او به دادگاه قانون اساسی شکایت کرد و خواستار ابطال نتایج انتخابات پارلمانی شد. دفتر او اعلام کرد که نتایج انتخابات «غیرقانونی» است و به نقض اصول جهانی بودن و محرمانگی رأی‌دهی اشاره کرد. او همچنین مراسم افتتاح پارلمان جدید را در ۲۵ نوامبر تحریم کرد. بعد از اعلام توقف مذاکرات پیوستن گرجستان به اتحادیه اروپا تا سال ۲۰۲۸ از سوی دولت رؤیای گرجستان، زوراویشویلی پارلمان جدید را «غیرقانونی» خواند و از اعتراضات علیه این توقف حمایت کرد. او همچنین اعلام کرد که تا برگزاری انتخابات جدید از مقام خود کناره‌گیری نخواهد کرد. در پاسخ، کاباهیدزه، نخست‌وزیر گرجستان، اعلام کرد که «زوراویشویلی در صورت عدم پذیرش نتایج، به‌زور از مقام خود برکنار خواهد شد.» در ۸ دسامبر، زوراویشویلی با دونالد ترامپ رئیس‌جمهور منتخب آمریکا و امانوئل ماکرون رئیس‌جمهور فرانسه در پاریس ملاقات کرد و جزئیاتی از این دیدار را در شبکه اجتماعی X به اشتراک گذاشت. او تأکید کرد که این گفت‌وگوها دربارهٔ انتخابات تقلبی و سرکوب نگران‌کننده در گرجستان بوده است. در ادامه، زوراویشویلی با ایلان ماسک نیز دیدار کرد و از حمایت‌های ترامپ قدردانی کرد و او را دوست مردم گرجستان خواند.